# Lijst van fjorden in IJsland

De belangrijkste Fjorden van IJsland

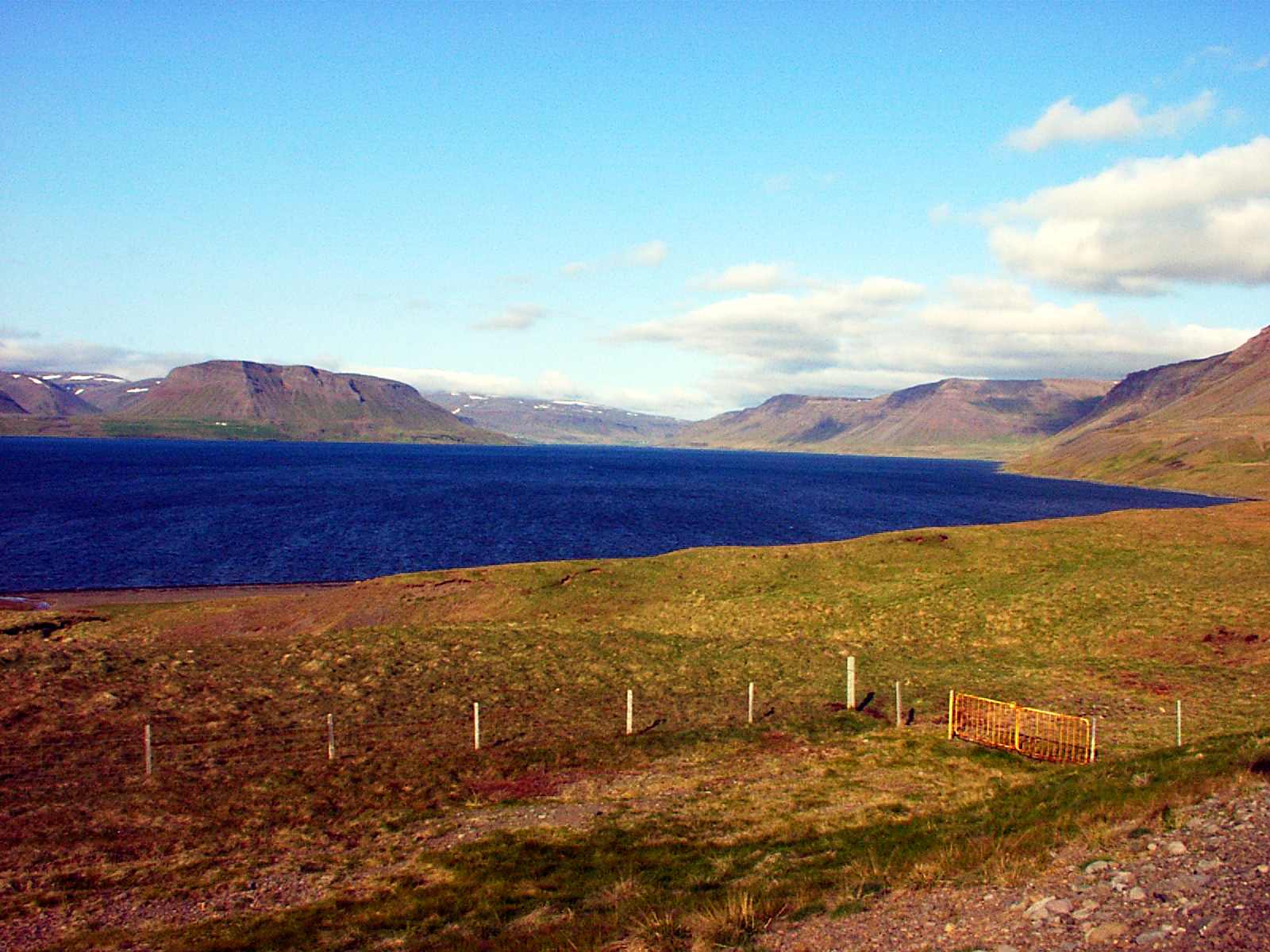
Gilsfjörður

Van de noordwestkust tot aan de zuidoostkust bestaat de kustlijn van IJsland uit fjorden. Hieronder de lijst van de belangrijkste fjorden in IJsland
- Berufjörður
- Bitrufjörður
- Borgarfjörður
- Breiðafjörður
- Eskifjörður
- Eyjafjörður
- Fáskrúðsfjörður
- Fiskifjörður
- Gilsfjörður
- Grundarfjörður
- Hafnarfjörður
- Hrútafjörður
- Hvalfjörður
- Hvammsfjörður
- Ísafjarðardjúp
- Kollafjörður (Faxaflói)
- Kollafjörður (Strandasýsla)
- Miðfjörður
- Mjóifjörður
- Ólafsfjörður
- Öxarfjörður
- Patreksfjörður
- Reyðarfjörður
- Seyðisfjörður
- Siglufjörður
- Skagafjörður
- Skerjafjörður
- Skjálfandi
- Steingrímsfjörður
- Stöðvarfjörður
- Vopnafjörður